# René Queyroux
René Paul Martial Queyroux (Halluin, 22 de diciembre de 1927-Lyon, 10 de agosto de 2002) fue un deportista francés que compitió en esgrima, especialista en la modalidad de espada.
Participó en los Juegos Olímpicos de Melbourne 1956, obteniendo una medalla de bronce en la prueba por equipos. Ganó cuatro medallas en el Campeonato Mundial de Esgrima entre los años 1955 y 1963.

## Palmarés internacional
| Juegos Olímpicos   | Juegos Olímpicos            | Juegos Olímpicos  | Juegos Olímpicos   |
| Año                | Lugar                       | Medalla           | Prueba             |
| ------------------ | --------------------------- | ----------------- | ------------------ |
| 1956               | Melbourne (Australia)       | Medalla de bronce | Espada por equipos |
| Campeonato Mundial |                             |                   |                    |
| Año                | Lugar                       | Medalla           | Prueba             |
| 1955               | Roma (Italia)               | Medalla de plata  | Espada por equipos |
| 1958               | Filadelfia (Estados Unidos) | Medalla de bronce | Espada por equipos |
| 1959               | Budapest (Hungría)          | Medalla de bronce | Espada por equipos |
| 1963               | Danzig (Polonia)            | Medalla de plata  | Espada por equipos |